# Заря (муниципальное образование Алапаевское)
Заря́ — посёлок в Алапаевском районе Свердловской области России, северо-восточный пригород Алапаевска. Входит в муниципальное образование Алапаевское. Управляется Толмачёвской сельской администрацией, одним из 16 территориальных органов администрации городского округа.

## География

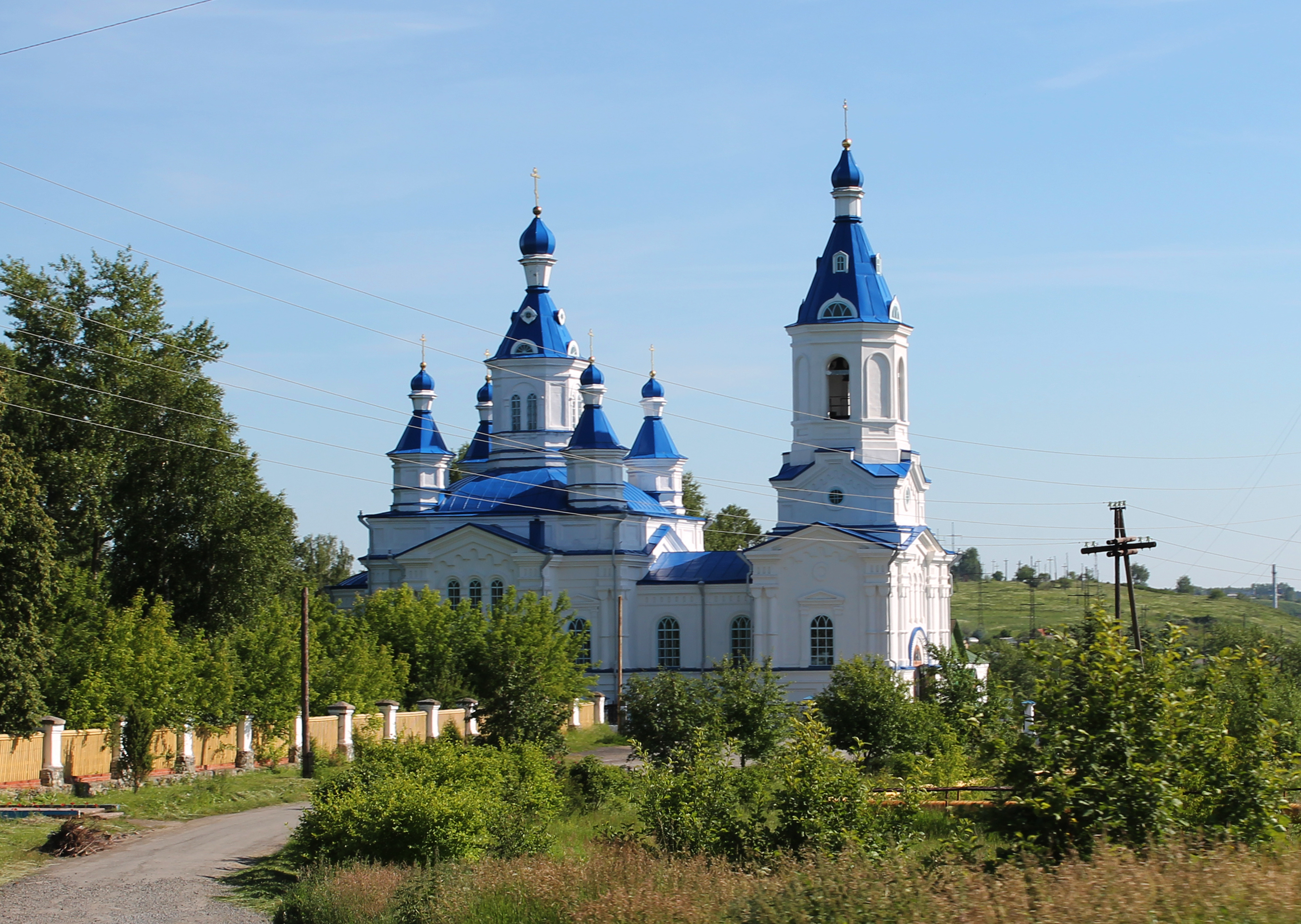
Екатерининская церковь на окраине Алапаевска

Посёлок находится на северном берегу реки Нейвы и с востока непосредственно примыкает к Алапаевску. В районе берега реки город и посёлок разделяют лишь кладбище при Екатерининской церкви с подворьем Алапаевского мужского монастыря Новомучеников Российских и Алапаевский мясокомбинат (кладбище, церковь, подворье и мясокомбинат входят в черту города). На северной окраине Алапаевска, но уже на землях муниципального образования Алапаевского, в непосредственной близости от посёлка Заря, находится Алапаевский молочный комбинат, одно из крупнейших производств муниципалитета.
На противоположном, правом берегу Нейвы располагаются лес и садовые участки. За ними правобережный микрорайон Алапаевска Ялунина Гора, ещё южнее Рабочий Городок. Юго-восточнее Зари находится посёлок Каменский.
Левый берег редколесный, крупные леса начинаются к северу от населённого пункта. На левом берегу, в 2,5 км к востоку, находится село Толмачёво. Между селом и посёлком Заря, на его восточной окраине, расположен аэродром. Ближайший населённый пункт на севере, за лесным массивом — посёлок Новоямово (4 км). Центр муниципального образования, пгт Верхняя Синячиха расположен в 11 км к северо-западу. Через посёлок Заря (Дорожная ул.) проходит шоссе, соединяющее Алапаевск и Верхнюю Синячиху.

### Часовой пояс
Заря, как и вся Свердловская область, находится в часовой зоне МСК+2. Смещение применяемого времени относительно UTC составляет +5:00.

## Население
| 2002 | 2010 |
| ---- | ---- |
| 1103 | ↘979 |

По данным переписи 2002 года, в посёлке проживало 1103 человека (514 мужчин, 589 женщин), 97 % населения составляли русские.

## Улицы
Улицы
- Авиационная
- Дорожная
- Заринская
- Зелёная
- Ленина
- Мира
- Мичурина
- Молодёжная
- Набережная
- Новая
- Полевая
- Садовая
- Северная
- Строителей

Переулки
- Батин
- Совхозный[11]

## Инфраструктура
- Толмачёвская сельская администрация;
- Заринская средняя общеобразовательная школа;
- детский сад;
- учреждение культуры «Информационно-методический центр»;
- Заринский дом культуры[12];
- ООО «Ямовский» (мясное и молочное скотоводство);
- автодром[13].